# Agallia mutilata
Agallia mutilata är en insektsart som beskrevs av Gustav Breddin 1897. Agallia mutilata ingår i släktet Agallia och familjen dvärgstritar. Inga underarter finns listade i Catalogue of Life.